# Belga Ligo Esperantista
La Belga Ligo Esperantista (BLE) ("Lega Esperantista Belga") è stata un'associazione belga di esperanto fondata il 30 luglio 1905, tra gli altri da Maurice Seynaeve. Tra i membri del primo consiglio direttivo c'erano Amatus van der Biest-Andelhof (presidente), Léon Champy (segretario), Antoon Jozef Witteryck (vicepresidente), Austin Richardson (vicepresidente) e Oscar van Schoor (tesoriere). Con decisione reale del 7 giugno 1935 fu dato all'associazione il diritto di recare il titolo "Reale".  
La Lega divenne un'associazione senza scopo di lucro nel 1936 (Gazzetta ufficiale del Belgio del 27 giugno 1936).  Nel 1962 l'associazione scomparve e diede vita alla neonata Belga Esperanto-Federacio. 
Suo organo è stata la rivista Belga Esperantisto, che ha cessato di esistere assieme all'associazione nel 1961. 